# Cristian Aldana
Humberto Cristian Aldana (Buenos Aires, Argentina, 5 de mayo de 1971) es un cantante, guitarrista y músico argentino, intérprete de la banda El Otro Yo. En 2016, luego de que Aldana fuese acusado, detenido y condenado por abuso sexual agravado y corrupción de al menos cuatro menores, su banda entró en un receso indefinido. Tras casi tres años en prisión preventiva, Aldana fue hallado culpable en seis casos de «abuso sexual gravemente ultrajante y corrupción de menores» y condenado a veinticinco años de prisión.

## Biografía

### Primeros años
Humberto Cristian Aldana nació en Temperley. Durante su infancia al sur del Gran Buenos Aires, Cristian vivió junto a su hermana y su madre en una iglesia luego de la separación de sus padres. Un tiempo después, los padres volvieron a estar juntos y así regresó a Temperley.

### Carrera con El Otro Yo
A finales de la década de los '80, los hermanos Humberto Cristian y María Fernanda Aldana, tocaban en su casa de Temperley con una guitarra criolla de su padre Humberto (que era cantor de boleros y tangos en viejas cantinas) y un órgano que les regalaron después. La primera banda que integró fue "The Friends" en la que tocaba la guitarra y cantaba, su hermana tocaba los teclados y unos hermanos amigos se encargaban del bajo y la batería. El primer recital que realizaron fue en el colegio en el que asistía Cristian. La banda hacía covers de Sumo, Virus, Soda Stereo y Miguel Mateos, entre otros.
Cristian conoce a la vuelta de un recital de Todos Tus Muertos en Cemento a Los Apáticos, a quienes había visto en vivo frente a una iglesia en Turdera y les había fascinado por el contenido de las letras. El grupo le comentó que no iban a poder tocar más ya que no tenían guitarrista y fue así que Cristian se ofreció para incorporarse. Fue aceptado y se encargaba de la guitarra y las voces.
En 1987 decide hacer una banda junto a su hermana María Fernanda. Así crea "El Otro Yo" en una formación inicial que lo tenía solo en las voces. Al irse el guitarrista, toma este mando mientras seguía cantando. En enero de 1988 el grupo graba su primera demo y en 1993 edita su primer casete titulado "Los Hijos de Alien".
Estudió publicidad y cine hasta que se decidió por ser músico junto a su hermana. Consiguió trabajo como cadete en una imprenta para poder comprar instrumentos para él y María Fernanda. Luego trabajó en una fábrica de hacer bobinas, en una mutual de agencias de turismo y en el estudio contable de un amigo suyo.
Cristian tiene muchos estilos dentro de la música, uno de ellos es la crudeza punk en temas como "Licuadora mutiladora", "Nuevo Orden", "Sexo en el elevador" o en "Territorial Pissings" (versionando a Nirvana, en el disco en vivo "Contagiándose La Energía Del Otro" editado en el año 2000); muestra momentos más "light" en temas como "Arruncha", "Nuevo" o "El destino"; y también momentos más tranquilos en "Debe Cambiar", "Perro" o "Tu Ángel".
La guitarra que usaba Cristian últimamente en las presentaciones en vivo de la banda es la Gibson Les Paul. Hicieron giras en diversos lugares de Latinoamérica tales como: el interior de Argentina, Chile, Uruguay, Perú, México y Estados Unidos.

### Política
En 2013 fue candidato a diputado nacional por el Frente para la Victoria, en la lista encabezada por Daniel Filmus por la Ciudad de Buenos Aires. Por su posición en la lista (decimotercer lugar) los votos obtenidos por su lista no le permitieron alcanzar el cargo. Al respecto, Aldana declaró que participar en política fue "lo más punky" que hizo.

### UMI - Unión de Músicos Independientes
Aldana integra y fue presidente de la Unión de Músicos Independientes, una organización que lucha por la optimización de los medios para la producción de música independiente y autogestionada. Aldana tomó una licencia en su cargo tras las denuncias por abuso sexual en las que se vio implicado. El comunicado oficial explicó que "Cristian Aldana ha solicitado una licencia como presidente de la Unión de Músicos Independientes (UMI) a fin de poder dedicarse plenamente a resolver su situación personal, y que nuestra asociación continúe de un modo adecuado su vida institucional." Nunca retomó su cargo, ya que el 14 de diciembre de 2016, en asamblea de socios, la organización votó una nueva dirigencia cuya presidencia quedó en manos de Juan Vázquez del grupo Ardilla.

## Condena por violencia de género y abuso de menores
En abril de 2016 reflotó una denuncia del año anterior contra el cantante por pedofilia y abuso sexual. Las denuncias se realizaron, primeramente, en forma anónima a través de un grupo de Facebook llamado Víctimas de Cristian Aldana que apareció poco después de las denuncias contra José Miguel del Pópolo, cantante de la banda under La Ola que quería ser Chau. Ante esta situación el músico se defendió alegando que mantiene el silencio debido a que "las mendacidades y falacias mencionadas en esas publicaciones no tienen asidero legal alguno atento que jamás cometí algún acto de los aberrantes mencionados." También realizó una contradenuncia de que "la intención es, al margen de mancillar mi reputación como músico, hombre, padre de hijos menores y esposo, atentar contra mi trabajo". El grupo musical que integra Aldana también publicó un comunicado en el mismo sentido.
Finalmente, el 3 de mayo, la Unidad Fiscal Especializada en Violencia contra las Mujeres formalizó la denuncia penal de abuso sexual agravado y corrupción de menores tras tomar testimonio a seis mujeres que manifestaron haber sido abusadas sexualmente por el cantante desde muy temprana edad, afirmando también que otras niñas estaban involucradas. Estas denuncias se sumaron a la realizada una semana antes por la expareja del cantante, Carolina Luján.
Diez días más tarde, Aldana escribió un nuevo comunicado en el que anunció que participaría de un evento denominado "Basta de abusadores del rock" convocado por denunciantes en distintos casos de abuso por parte de músicos dentro del ámbito del rock. Aldana informó, mediante un comunicado, que pretendía asistir a la convocatoria. En el comunicado afirmó: "Quiero mirar a los ojos a la mentira y a la difamación profunda, quiero decir mi verdad". El cantante asistió al evento vestido de monja, con un grupo de seguidores, y cantó una canción cuyo estribillo repetía la frase "El amor vence al odio". Tras esta actitud la policía realizó un cerco alrededor del músico y su grupo para impedir episodios de violencia entre ellos y los manifestantes. Luego de esto, Aldana se retiró del lugar.
El 22 de diciembre de 2016, Aldana fue preventivamente detenido por orden de la fiscalía que atiende la causa, la cual emitió, además, una orden de allanamiento. La defensa del músico solicitó la excarcelación; la cual fue denegada por el juez a cargo, Roberto Oscar Ponce, por entender que existía riesgo de fuga dada la gravedad de las acusaciones que pesaban en su contra, que podría entorpecer la investigación y por la incidencia que podría tener sobre las mujeres damnificadas. Desde entonces se encuentra detenido en la cárcel de Marcos Paz, donde fue alojado en un celda individual frente a la posibilidad de ataques de otros reclusos, dado el tipo de delito del que se lo acusa. Tras su condena hizo pública su conversión al cristianismo evangélico, lo cual le dio acceso a ser alojado en el "pabellón evangélico" de Marcos Paz. En todas las cárceles argentinas existen estos pabellones reservados a los presos practicantes de esa religión y se caracterizan por menores niveles de violencia, lo que les brinda mayor seguridad a los reclusos.
La decisión del juez de instrucción que denegó la excarcelación fue confirmada días después por los jueces Juan Esteban Cicciaro y Carlos Alberto González de la Cámara Nacional en lo Criminal. Se dispuso también el embargo por 2.500.000 pesos.
El 12 de julio de 2019 Aldana fue condenado a 22 años de prisión. Tras valorar la declaración de 83 testigos, el Tribunal consideró probado que el músico tenía todo un mecanismo para abusar de sus seguidoras que consistía en una selección especial de sus víctimas basadas en su vulnerabilidad e inexperiencia sexual, entre otros artilugios. Según los testimonios vertidos en la audiencia de juicio, pudo establecerse que, una vez captadas, el músico las sometía sexualmente, en algunas ocasiones con violencia, las maltrataba, las filmaba y las obligaba a ver las filmaciones, y luego las impulsaba a convencer a amigas para que participaran en tríos u orgías que él organizaba. Las obligaba a practicarle sexo oral, les introducía utensilios de cocina en la vagina y el ano y a menudo incorporaba a otros hombres en los encuentros sexuales con las niñas, las obligaba a tener relaciones con desconocidos y las doblegaba psicológicamente. Algunas de las víctimas aseguraron que Aldana disfrutaba de orinar o defecar sobre sus cuerpos, y una de ellas, Ariell Carolina Luján, dice haberse contagiado así de hepatitis B. La misma víctima relata haber sido golpeada y violada por Aldana el día siguiente al suicidio de su hermano: "El día que muere mi hermano es una de las peores veces que me golpeó, que me violó. Los violentos y pedófilos saben muy bien en el momento que vos estás hecha mierda para hacerte más mierda. Es una historia muy intensa. Cristian es una persona muy perversa".Siendo condenado de forma unánime tras la sentencia firmada por los jueces Rodolfo Goerner, Rodolfo Bustos Lambert y Ana Dieta de Herrero. También se evaluó que Aldana "era un hombre adulto, que destacaba como ídolo de las niñas sometidas, a las que les imponía una suerte de pacto de silencio bajo la cobertura de la incomprensión de los adultos de las prácticas a las que eran sometidas".
En 2022 grabó y editó desde la cárcel un "disco evangélico" con una banda a la que denominó Que Dios te Bendiga sobre su experiencia personal.